# Tamayo (Burgos)
Tamayo es un pueblo despoblado español de la provincia de Burgos, perteneciente al municipio de Oña, en la comunidad autónoma de Castilla y León. Se encuentra en la comarca de La Bureba y el partido judicial de Briviesca.

## Geografía
Al este del valle de las Caderechas, subcomarca situada en la vertiente mediterránea al norte de La Bureba y separada de Las Merindades por las sierras de la Llana y de Oña, ambas en el macizo de Montes Obarenes . Atraviesa su término el río Oca donde recibe por su margen izquierda el arroyo de Ojeda y también el río Homino procedente de Lences . 
Junto a las localidades de Cantabrana, Bentretea, Terminón y Oña.

## Comunicaciones
- Ferrocarril: Hasta su cierre en 1985 el municipio contaba con una estación del ferrocarril Santander-Mediterráneo.
- Carretera: Junto a la N-232 .

## Historia
En el año 1427, una dama dueña de la torre, María Alfonso Delgadillo, se distinguió por sostener enfrentamientos desde su señorío con el monasterio de Oña, acusada de ir contra sus privilegios.

«...Entre otras cosas, el monasterio acusaba a María de construir la torre en término de su dominio, cosa que ella negaba, aduciendo que Tamayo era behetría  suya y que con anteriridad ya había construido un castellar. Otra dama "manceba de rey don Pedro, María Alonso, heredó el solar de Tamayo y fundó mayorazgo ...»

Los litigios continuaban a mediados del siglo XVIII, tan como podemos ver en las respuestas al Catastro de Ensenada

«...esta villa no tiene más territorio ni término que el casco del pueblo, cuyas casas están unidas y en la forma regular; y una corta porción de terreno que tendrá como media legua de levante a poniente y del norte al sur medio cuarto de legua; y uno y otro confrontan por todas partes con el término de la jurisdicción de la villa de Oña y por el cierzo con el monte comunero en el aprovechamiento de corta y pasto de esta villa y la citada de Oña con la que tiene pleyto pendiente y con el Real Monasterio ...»

Villa perteneciente a la cuadrilla de Caderechas en la Merindad de Bureba, perteneciente al partido de Bureba, con jurisdicción de realengo y alcalde ordinario. 
A la caída del Antiguo Régimen se constituye en municipio, en el partido Briviesca, en la región de Castilla la Vieja, que en el censo de la matrícula catastral contaba con 25 hogares y 89 vecinos. Este municipio desaparece al integrarse en Oña, contaba entonces con 45 hogares y 262 vecinos.
En 2011 aun vivía en Tamayo tres personas (un matrimonio con un hijo).

## Demografía
| Gráfica de evolución demográfica de Tamayo entre 1842 y 1860 |
| |
| Población de derecho según los censos de población del INE. Población de hecho según los censos de población del INE.Entre el censo de 1877 y el anterior, este municipio desaparece porque se integra en el municipio Oña. |

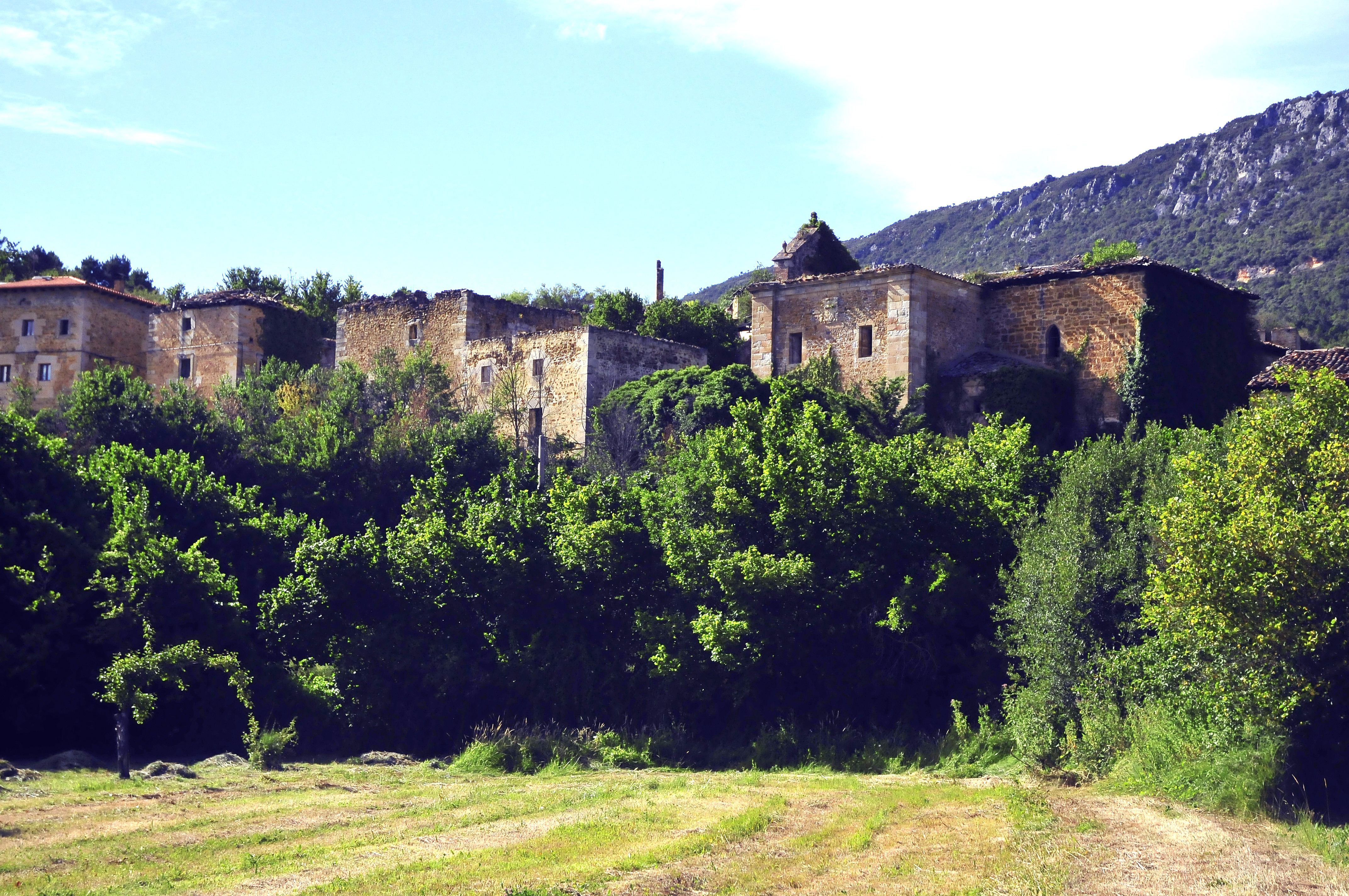
Vista de Tamayo

Hacia 1967 abandonan los últimos moradores, motivados por la escasez de recursos y falta de terreno, así como su proximidad a Oña. Desde 1992 reside una familia en casona restaurada.
| 89                        | 161 | 150 | 20 | 0 |
| (Fuente: INE [Consultar]) |     |     |    |   |

## Personajes ilustres
- Alonso de Tamayo , soldado en Flandes en tiempos de Felipe II.

## Patrimonio
- Restos de torreón medieval.

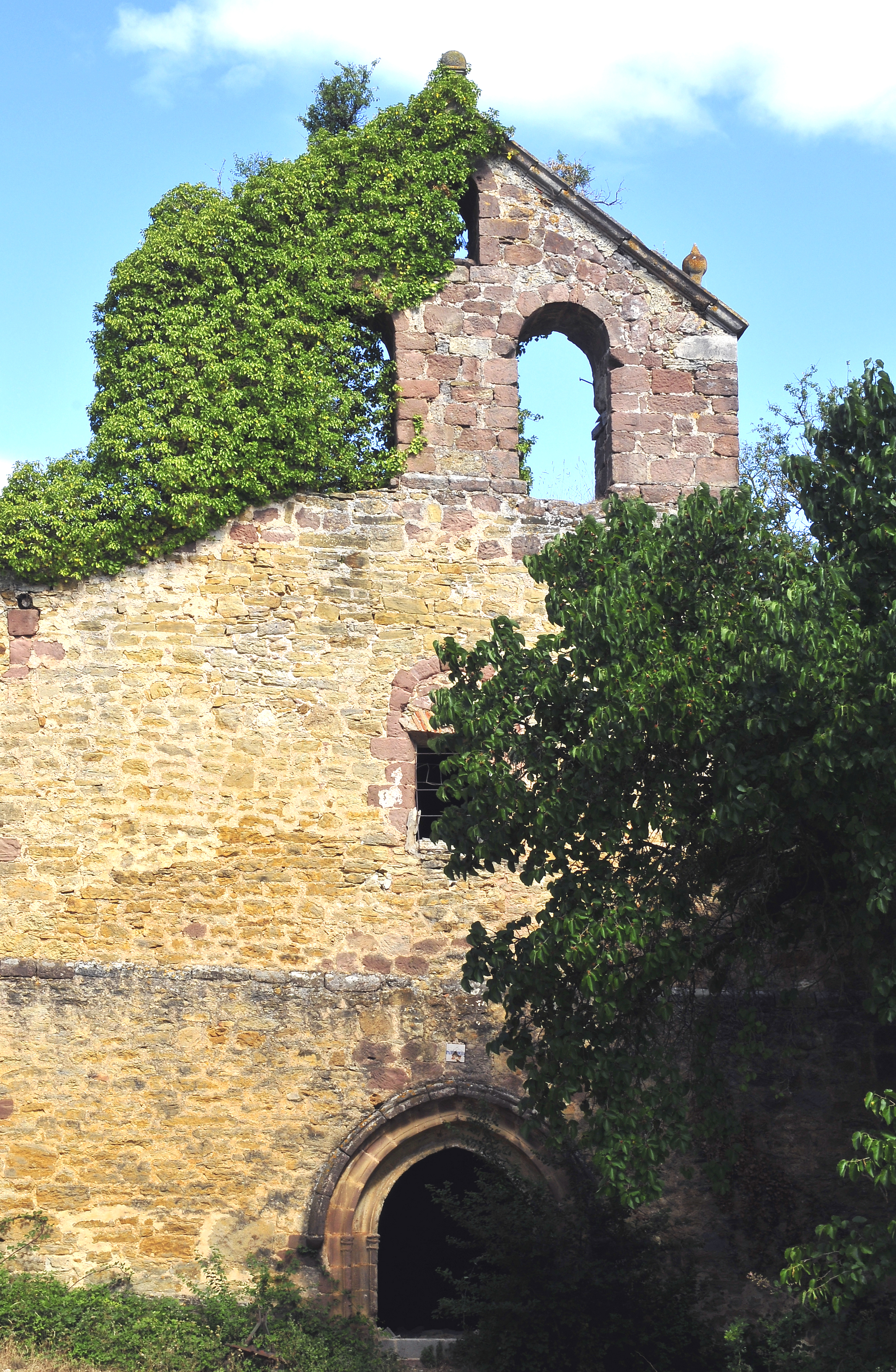
Restos de iglesia

- Restos de iglesia católica parroquial de San Miguel, medieval, siglos XIV a XVIII.
- Restos de interés: Arquitectura tradicional, eremitorio rupestre arruinado, bodegas.

## Parroquia
Iglesia católica de San Miguel Arcángel, dependiente de la parroquia de Oña en el Arcipestrazgo de Oca-Tirón, diócesis de Burgos.